# Philippe Spiteri
 (avril 2019).
Si vous disposez d'ouvrages ou d'articles de référence ou si vous connaissez des sites web de qualité traitant du thème abordé ici, merci de compléter l'article en donnant les références utiles à sa vérifiabilité et en les liant à la section « Notes et références ».
Pour les articles homonymes, voir Spiteri (patronyme).
Philippe Spiteri est un acteur français de cinéma et de télévision, né le 20 septembre 1960 à Paris.
Il est animateur à la radio Carbone 14 avec Phil Barney en 1982 puis sur Skyrock en 1983.
Il intervient aussi dans le doublage.
Il apparaît régulièrement dans la série télévisée Voisin, voisine, un téléroman français en 385 épisodes de 58 minutes diffusé du 19 septembre 1988 au 12 avril 1992 sur La Cinq.

## Biographie
Philippe Spiteri est surtout connu pour avoir prêté sa voix au chien Stan dans Pat et Stanley, à Crapouille dans la série SamSam et à Monsieur Chat dans la série Kaeloo

## Filmographie

### Cinéma
- 1988 : Go Crazy
- 1990 : La vie édifiante deBob Kappleen  (court métrage)
- 1990 : Bienvenue à bord : le deuxième auto-stoppeur
- 1995 : La Voix de l'araignée
- 1995 : Noël d'urgences
- 1997 : Ecchymose
- 1998 : Starting bloc
- 1999 : Tout baigne ! : Jean-René
- 1999 : Samedi, dimanche et aussi lundi
- 1999 : Du bleu jusqu'en Amérique : l'infirmier
- 2000 : Épouse-moi : le serveur
- 2001 : Mes amis d'en France
- 2002 : Saturday Night Frayeur
- 2001 : Le Soleil au-dessus des nuages : Paul
- 2007 : Trois Amis : le fonctionnaire CNAOP
- 2010 : Tête de turc : le professeur
- 2013 : Nuisible
- 2023 : Des mains en or : un académicien

### Télévision
- 1988 : Voisin, voisine
- 1998 : Quai n° 1 : Slovitch (1 épisode)
- 1998 : H : Gérard (1 épisode) Saison 1 Épisode 16
- 2001 : Chère Marianne : Adjudant Lemeur (1 épisode)
- 2004 : La Crim' : Pierre Debuchy (1 épisode)
- 2004 : Un petit garçon silencieux : Le voisin
- 2006 : Samantha oups ! : Simon Quewa
- 2007 : Le Fantôme de mon ex : Philippe Marchand
- 2008 : Paris, enquêtes criminelles : Landrevieux (1 épisode)

## Doublage

### Cinéma

#### Films
- 2004 : Péril sur Akryls : ? (?)
- 2005 : Monstres des abysses : la voix off[réf. nécessaire]
- 2007 : New Délire : Maître Rapia [Qui ?]
- 2021 : Varsovie 83, une affaire d'État : ? (?)
- 2024 : Shirley : ? (?)

#### Films d'animation
- 2004 : Ponpon, le chien : ?
- 2008 : Chasseurs de dragons : Chevalier Lensflair
- 2010 : Moi, moche et méchant : le présentateur
- 2013 : Nuisible : ? (court-métrage)
- 2015 : Les Minions : le présentateur télé de la foire du mal
- 2021 : Les Bouchetrous : Burnie, le tigre de tazmanie

### Télévision

#### Séries d'animation
- 2003-2009 : Pat et Stanley : Stanley
- 2005-2009 : Ça cartoon : Georges l'âne (1re voix)
- 2007-2011 / 2023 : SamSam : Crapouille
- 2010-2023 : Kaeloo : M. Chat
- 2018-2019 : Arthur et les Minimoys : Maltazard
- 2018-2019 : Petit Ours Brun : Papa Ours Brun
- 2019 : Chien et Chat : Moundir
- 2019 : Grosha & Mr. B : voix additionnelles
- 2019-2021 : Les Aventures de Nasredine : voix additionnelles
- 2019-2024 : Beastars : Victor et Free[2]
- 2020 : Sardine de l'espace : Supermuscleman
- 2020 : De Gaulle à la plage : Le Bornec

### Jeu vidéo
- 2019 : Crash Team Racing: Nitro-Fueled : Dr Nitrus Bio

## Théâtre
- 2018 : Silence on tourne! de Patrick Haudecœur et Gérald Sibleyras, théâtre Fontaine
- 2021 : Adieu je reste ! d'Isabelle Mergault, mise en scène Olivier Macé et Chantal Ladesou, Théâtre des Nouveautés